# Castillon-la-Bataille
Castillon-la-Bataille är en kommun i departementet Gironde i regionen Nouvelle-Aquitaine i sydvästra Frankrike. Kommunen ligger i kantonen Castillon-la-Bataille som tillhör arrondissementet Libourne. År 2022 hade Castillon-la-Bataille 3 320 invånare.

## Befolkningsutveckling
Antalet invånare i kommunen Castillon-la-Bataille
Referens:INSEE